# Drew Beckie
Drew Beckie (Regina, 30 september 1990) is een Canadees voetballer die bij voorkeur als verdediger speelt. Hij verruilde in 2014 Columbus Crew voor Ottawa Fury FC.

## Clubcarrière
Beckie werd als achtentwintigste gekozen door Columbus Crew in de MLS SuperDraft 2013. Beckie kwam in zijn eerste seizoen tien keer uit voor het reserve team van Columbus Crew maar speelde geen enkele competitiewedstrijd voor het eerste team. Op 22 januari 2014 tekende hij bij Ottawa Fury dat op dat moment uitkwam in de NASL, het tweede niveau in de Verenigde Staten. Hij maakte op 13 april 2014 tegen Fort Lauderdale Strikers zijn debuut. 